# 上林拓
上林 拓（かんばやし たく）は、アメリカ合衆国の医師・研究者。学位はM.D., Ph.D.（エモリー大学）。現在、ペンシルベニア大学医学部教授として免疫学の研究および臨床応用に従事している。また、株式会社Abrax Japanの最高科学顧問（CSA）および共同創業者でもある。

## 経歴
兵庫県出身。臨床医と研究者の両方の役割を担うPhysician-scientist（研究医）。専門分野は免疫学であり、臨床では輸血、血漿交換、細胞を用いたCAR-T細胞療法などに携わっている。
神戸市にあるインターナショナルスクール「カナディアン・アカデミー」を卒業後、ジョンズ・ホプキンズ大学で医療工学を専攻。卒業後、大塚製薬に勤務したのち、エモリー大学に進学し、M.D.およびPh.D.（免疫学）を取得。博士課程の一部はスウェーデンのカロリンスカ研究所で研究を行った。
その後、ペンシルベニア大学にて臨床病理のレジデントおよび輸血医学のフェローを経て、2009年にAssistant Professor（助教授）に就任。現在は以下の役職を務める。
- ペンシルベニア大学医学部 教授（病理学・臨床検査学）
- ペンシルベニア大学病院 医師
- ペンシルベニア大学大学院 免疫学科長
- 病理学部門 研究担当副部長

## 研究
上林博士の研究室では、疾患における免疫細胞のシグナル伝達経路の解明と制御を主な研究テーマとしている。最近の研究では、免疫系が上皮細胞のバリア機能、脂質代謝、次世代のエピジェネティック変化に与える影響を解析し、その基礎研究を臨床応用へとつなげることを目指している。
主な研究テーマ
- TSLPを介したT細胞による全身脂質代謝の調節
- ビタミンD3による皮膚バリア機能と皮脂分泌の調節
- 皮膚および皮膚常在菌による全身脂質代謝の調節
- 特発性多中心性キャッスルマン病（iMCD）のマウスモデル研究
- T細胞や微生物による配偶子（精子・卵子）のエピゲノム調節と子孫への影響

## 啓蒙活動とメディア出演
2020年の新型コロナウイルス感染症（COVID-19）パンデミック以降、免疫学の観点から情報を発信。テレビやYouTubeを通じて積極的に啓蒙活動を行っている。
2020年4月には、日本向けのボランティア活動「Open the Door」を開始し、一般市民や医療従事者に向けた情報提供を行った。また、若年層に向けた免疫学の普及を目的として、名古屋大学の学生ラッパー「烏丸」とコラボし、「RAP DMC（RAPで学ぶコロナ対策）」および「ワクチンソング」を制作した。同年、感染症教育を目的としたカードゲーム『イミューン』を開発・発売。
2023年6月20日、日本テレビ系列の「カズレーザーと学ぶ。」に出演。上林博士が2021年に学術誌Scienceに発表したTSLPの治療応用の可能性（TSLPの増加が白色脂肪組織の減少を誘発する研究結果）について、「肌に塗るだけで痩せる薬」の可能性として紹介し、一般視聴者向けに解説を行った。
また、2025年3月1日には、日本テレビ系列の「世界一受けたい授業」への出演が予定されている。

## 受賞歴
- STAT Breakthrough Science Summit Award
- ASH Scholar Award
- NBF Scholar Award
- David B Pall Prize for Innovation in Transfusion Medicine Research